# 단락
단락(段落)은 특정한 요지나 아이디어를 다루는 글쓰기에서, 글을 내용상 끊어서 구분한 하나하나의 토막을 가리킨다. 문단(文段)이라고도 한다. 한 단락은 하나 이상의 문장들로 이루어진다. 단락의 처음은 새 줄의 처음으로 인지할 수 있다. 첫 줄을 들여쓰는 경우도 있다. 단락의 처음을 단락 기호 ¶로 구분하는 경우도 있다.

## 개요
낱말들이 모여서 구성된 문장들은 다시 하나의 소주제문을 중심으로 일종의 집합을 형성하게 되는데, 이러한 문장들의 집합을 ‘단락’이라 부른다. 즉 단락이란 일련의 문장들이 모여서 이루게 되는 글의 구조적 단위의 하나라 할 수 있는데, 이러한 단락들이 일정한 원리에 따라 모이게 되면 한 편의 글이 이루어진다. 이러한 단락들은 각각 소주제문이라 불리는 작은 주제문을 포함하며, 이러한 소주제들이 연계성을 갖고 모여서 글의 대주제를 이루어가기 때문에 단락의 소주제는 글 전체의 주제와 긴밀한 관계로 이어진다. 단락은 문장의 측면에서 보면 문장과 문장의 상호관계를 나타내는 수단이 되고, 글 전체의 측면에서 보면 전체를 적당한 부분으로 분할하는 방법, 즉 주제를 뒷받침하는 논점이며, 재료를 배열하는 수단이라 할 수 있다. 이렇게 볼 때 단락은 그 형태나 기능면에서 어느 정도의 독자성을 띠면서도 문장과 글 전체의 중간 위치에 놓여 있다고 볼 수 있다.

## 형식
모든 단락에는 소주제가 있게 마련인데, 그 외의 문장은 결국 소주제문을 전개하는 데 필요한 문장이다. 또 소주제문과의 위치 관계에 따라 단락을 몇 가지 형식으로 구분하게 되는데 실제 작문에 많이 쓰이는 다섯 가지 방법은 다음과 같다.
- 두괄식 단락: 단락의 앞부분에 먼저 소주제문을 제시한 후, 이어서 여러 문장들을 통하여 그것을 서술, 전개해 나가는 방식으로 논설문이나 설명문에서 많이 쓰인다.
- 미괄식 단락: 두괄식 단락과는 반대로 먼저 일반적 문장들을 늘어놓다가 이와 연관된 소주제문을 결론식으로 제시하는 방식이다. 이는 결국 점층적 방법의 하나로 논설문, 설명문, 문예문 등에 고루 쓰인다.
- 양괄식 단락: 두괄식에서처럼 단락의 앞부분에 소주제문을 제시하고 이어서 여러 문장들을 전개시켜 나간 후 마지막에 소주제문을 다시 한 번 제시하는 방식이다. 주제를 분명히 밝히고 강조하려고 할 때 많이 쓰인다.
- 중괄식 단락: 소주제문을 단락의 중간 정도에 두고 앞부분에는 유도하는 문장을, 그리고 뒷부분에 다시 전개하는 문장을 두는 방식이다. 쓰기에는 편리하나 독자에게 소주제문이 뚜렷이 부각되지 않는 단점이 있다.
- 무괄식 단락: 소주제를 갖고 있는 단락이기는 하나, 소주제문을 직접 표현하지 않고 단지 뒷받침 문장들만을 늘어놓음으로써 숨겨진 소주제를 유추하도록 하는 방식이다. 객관적인 사실의 기술이나 묘사문, 서사문 등에 주로 쓰인다.

## 같이 보기
- 하드 리턴
- 단락 기호